# ماكس ستيل (مسلسل 2013)
ماكس ستيل (بالإنجليزية: Max Steel)‏ هو مسلسل رسوم متحركة أمريكي كندي من إنتاج ماتيل بدأ عرضه في الـ25 من مارس 2013 على ديزني إكس دي، وفي 2014 على نتفليكس، وفي 2015 على كرتون نتورك أمريكا اللاتينية، 2016 على إم بي سي 3وهو رابع مسلسلات سلسلة ماكس ستيل

## القصة
يتحدث المسلسل عن الشاب ماكس الذي يقابل آلي فضائي يدعى ستيل يقاتل مع منظمة سرية ويندمجان معا ليشكلا ماكس ستيل بأسلوب التربو وعليهم حماية الأرض من ماكينو وأعوانه الفضائين ويكتشف ماكس أنه نصف بشري ونصف فضائي.

## الشخصيات
- ماكس ويل:ماكس هو بطل المسلسل، كما أنه نصف بشري نصف فضائي، وهو يمتلك طاقة الديربو التي تمنحه وضعيات ديربو مختلفة أبرزها :القوة-السرعة-الاستنساخ-الصاروخ-التخفي-الأشواك-المدفع-الطيران...
- ' ستيل':ستيل هو فضائي، كما أنه مرافق لماكس أين ماحل وارتحل، لأنه يتحد معه ليشغل هذا الأخير وضعيات الديربو، كما أن ستيل يمتاز بذكائه الخارق وقدرته على التحكم بالكائنات الفضائية.
- جيم:هو والد ماكس وهو يملك طاقة الديربو أيضا، اخترع نجمة الديربو سابقا، ليقضي بها على ماكينو لكنها كادت تقضي عليه فاختطفه ماكينو ليستمد منه طاقة الديربو ويشغل بها مركبته الفضائية الضخمة التي ستساعده على احتلال الأرض لكن ماكس وستيل حرراه وقضوا ثلاثتهم على ماكينو.
- مولي : هي أم ماكس وقائدة في منضمة إينتيك أيضا، بالإضافة إلى أنها مقاتلة.
- القائد فورتش:هو قائد مقر إينتيك.
- بيرطو: هو مخترع في إينتيك وهو صديق ماكس. يمتاز بذكاء شديد ويحب الموسيقى والرقص.
- ڤينغان (ven-ghan):هو عضو من أعضاء إينتيك، وكان دائما يساعد ماكس ستيلفي التغلب على الأشرار.
- جفيرسون :هو عضو من أعضاء إينتيك. يمتاز ببشرته السمراء وحبه الشديد للطعام.
- سيدني : هي صديقة ماكس المقربة ولكنها لا تعلم بحقيقة .أنه هو ماكس ستيل . وتمتاز بشجاعتها. كما أن لها شعرا أشقرا وقصيرا.
- كيربي:هو صديق مقرب لماكس، وهو يمتاز بروحه المرحة. وحبه الشديد للطعام والحلوى. شعره بني ويضع دائما طربوشا على رأسه. ويتصرف بغباء أحيانا.
- فورتش:هو صديق ماكس. وهو يحب الرياضة ويمهر فيها، كان في البداية عدوا لماكس لكنهما سرعان ماأصبحا صديقين.
- ماكينو: هو أكبر شرير وأكثر شرير يهدد كوكب الأرض،لأنه يستخدم التكنولوجيا ليحتل الأرض ، بامتلاكه مركبة ضخمة جدا يشغلها من طاقة الديربو التي يمتلكها والد ماكس والذي ضن الجميع أنه قد مات بسبب نجمة الديربو، لكن ماكينو هو الذي كان قد اختطفه وحبسه ليستمد منه طاقة الديربو التي تخول له تشغيل سفينته الفضائية الضخمة، لكن ماكس تمكن بمساعدة ستيلمن تحرير والده وسيقاتل ثلاثتهم ويهزمون ماكينو.

## الحلقات
انظر أيضا : قائمة حلقات ماكس ستيل (مسلسل 2013)
| رقم الموسم | عدد الحلقات | تاريخ بداية البث | تاريخ نهاية البث | قناة العرض   |
| ---------- | ----------- | ---------------- | ---------------- | ------------ |
| 1          | 26          | 25 مارس 2013     | 07 ديسمبر 2013   | ديزني إكس دي |
| 2          | 26          | 15 اغسطس 2014    | 06 ديسمبر 2014   | نتفليكس      |

## روابط خارجية
- ماكس ستيل على موقع IMDb (الإنجليزية)
- ماكس ستيل على موقع كينوبويسك (الروسية)
- ماكس ستيل على موقع قاعدة بيانات الفيلم (الإنجليزية)